# Forécariah (Präfektur)

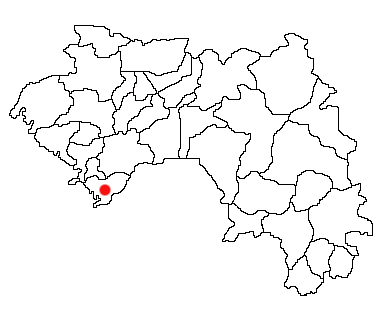
Lage von Stadt und Präfektur Forécariah in Guinea

Forécariah ist eine Präfektur in der Region Kindia in Guinea mit etwa 135.000 Einwohnern. Wie alle guineischen Präfekturen ist sie nach ihrer Hauptstadt, Forécariah, benannt.
Die Präfektur liegt im Westen des Landes, an der Atlantikküste und der Grenze zu Sierra Leone, und umfasst eine Fläche von 4.265 km².